# (6053) 1993 BW3
(6053) 1993 BW3 es un asteroide que forma parte de los asteroides Apolo descubierto el 30 de enero de 1993 por Robert H. McNaught desde el Observatorio de Siding Spring, Nueva Gales del Sur, Australia.

## Designación y nombre
Designado provisionalmente como 1993 BW3. 

## Características orbitales
1993 BW3 está situado a una distancia media del Sol de 2,146 ua, pudiendo alejarse hasta 3,281 ua y acercarse hasta 1,011 ua. Su excentricidad es 0,528 y la inclinación orbital 21,57 grados. Emplea 1148,77 días en completar una órbita alrededor del Sol.

## Características físicas
La magnitud absoluta de 1993 BW3 es 14,8. Tiene 3,72 km de diámetro y su albedo se estima en 0,14. Está asignado al tipo espectral Sq según la clasificación SMASSII.